# Аграмаковка
Аграма́ковка — село в Спасском районе  Республики Татарстан Российской Федерации. Является административным центром Аграмаковского сельского поселения.

## География
Село находится вблизи истока реки Наясолка, в 45 километрах к востоку от города Болгар.

## История
Основано в 1920-х годах как сельскохозяйственная коммуна «Коминтерновская». Входило в состав Спасского кантона ТАССР. С 10 августа 1930 года в Спасском (в 1935—1991 годах — Куйбышевский) районе..

## Население
| 1938 | 1958 | 1970 | 1979 | 1989 | 2000 |
| ---- | ---- | ---- | ---- | ---- | ---- |
| 286  | 620  | 750  | 519  | 430  | 446  |

## Экономика
Полеводство, скотоводство.

## Социальная инфраструктура
Средняя школа, дом культуры, библиотека.